# Standard Life

Ehemaliges Logo

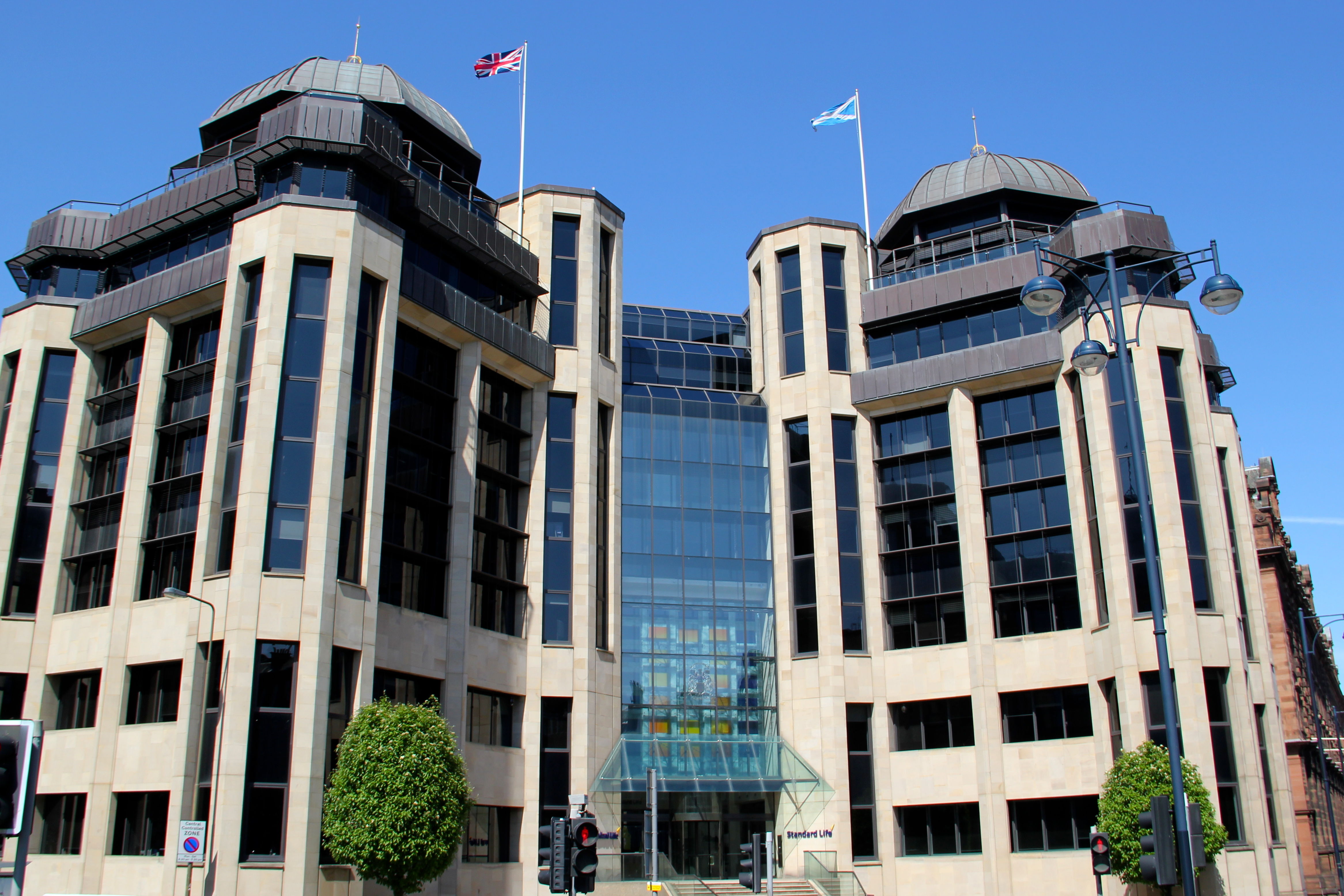
Hauptsitz von Standard Life in Edinburgh

Die Standard Life plc ist eine weltweit aktive britische Versicherungsgruppe. Der ehemalige Versicherungsverein auf Gegenseitigkeit  vertreibt seit 1996 mit einer Niederlassung auch in Deutschland Produkte zur privaten und betrieblichen Altersvorsorge, seit 1999 mit einer der deutschen angeschlossenen Vertretung auch in Österreich (Graz). Seit 2018 ist das Unternehmen im Besitz der Phoenix Group Holdings. Der börsennotierte vormalige Besitzer Standard Life Aberdeen benannte sich nach der Übertragung der Marke „Standard Life“ an die Phoenix Group in abrdn um.

## Tochtergesellschaften Vereinigtes Königreich
- Standard Life
- Standard Life Investments

## Produkte der deutschen Niederlassung
- Lebensversicherung
- Fondsgebundene Lebensversicherung
- Rentenversicherung (Erlebensversicherung)
- Betriebliche Altersversorgung

## Entwicklung
Der Vorstand der Gesellschaft hat den Mitgliedern des Versicherungsvereins auf Gegenseitigkeit eine Wandlung der Gesellschaftsform in eine Aktiengesellschaft vorgeschlagen, die Demutualisierung. Bei der außerordentlichen Mitgliederversammlung am 31. Mai 2006 wurde darüber abgestimmt, dabei kam eine Mehrheit von 98 % für die Demutualisierung zustande (notwendig: 75 %). Der Börsengang von Standard Life fand am 10. Juli 2006 statt. Seitdem war die Standard Life plc an der London Stock Exchange (LSE) am Hauptmarkt (Main Market) gelistet und Bestandteil des britischen Börsenindexes FTSE 100. 2017 fusionierte sie mit Aberdeen Asset Management, das Fusionsunternehmen gab sich den Namen Standard Life Aberdeen. Das Versicherungsgeschäft fungierte fortan als Tochtergesellschaft des börsennotierten Unternehmens.
2018 übernahm die Phoenix Group die Mehrheit an der Versicherungstochter Standard Life für ca. 3,2 Milliarden Pfund. Nachdem Anfang 2021 der Verkauf der Markenrechte an „Standard Life“ an die Phoenix Group angekündigt worden waren, vereinbarte diese im Februar 2021 mit Standard Life Aberdeen eine bis 2031 dauernde strategische Partnerschaft, die insbesondere die Verwaltung der zur Bedeckung der Lebensversicherungsverpflichtungen gehaltenen Kapitalanlage umfasst. Im Mai 2021 wurden die bis dato gehaltenen Minderheitsanteile von Standard Life Aberdeen übernommen, das sich wenige Zeit später in abrdn umbenannte.